# Mèze
Mèze é uma comuna francesa na região administrativa de Occitânia, no departamento de Hérault. Estende-se por uma área de 34,59 km². Em 2010 a comuna tinha 12 177 habitantes (densidade: 352 hab./km²).
Foi fundada pelos fenícios como Mansa e durante o tempo que foi dominada por gregos e então romanos foi conhecida como Mésua (em latim: Mesua).